# Diptychocarpus strictus
Diptychocarpus strictus är en korsblommig växtart som först beskrevs av Fisch. och Friedrich August Marschall von Bieberstein, och fick sitt nu gällande namn av Ernst Rudolf von Trautvetter. Diptychocarpus strictus ingår i släktet Diptychocarpus och familjen korsblommiga växter. Inga underarter finns listade i Catalogue of Life.